# Лаз (Мазовецьке воєводство)
Лаз (пол. Łaz) — село в Польщі, у гміні Хожеле Пшасниського повіту Мазовецького воєводства.
Населення — 367 осіб (2011).
У 1975-1998 роках село належало до Остроленцького воєводства.

## Демографія
Демографічна структура станом на 31 березня 2011 року:
|          | Загалом | Допрацездатний вік | Працездатний вік | Постпрацездатний вік |
| -------- | ------- | ------------------ | ---------------- | -------------------- |
| Чоловіки | 191     | 44                 | 128              | 19                   |
| Жінки    | 176     | 43                 | 89               | 44                   |
| Разом    | 367     | 87                 | 217              | 63                   |